# Пеле (футбольний клуб)
ФК «Пеле» — футбольна команда Гаяни, яка грає в Регіональній лізі Джорджтауна, одній з ліг, що складають другий рівень футболу в країні.

## Історія
Клуб був заснований 18 червня 1971 року колишнім футболістом Ленноксом Артуром у столиці Джорджтауні й ніколи не вигравав титул Суперліги ГФФ, найвищої футбольної ліги країни, але є однією з найбільш популярних команд у столиці Джорджтауні, маючи 7 регіональних титулів і 8 місцевих кубкових титулів, включаючи єдиний розіграш Кубок виклику Бразилії, який був розіграний у 1973 році завдяки підтримці бразильського посла в Гаяні. Клуб названо на честь колишнього бразильського футболіста Пеле.
На міжнародному рівні клуб брав участь у 2 континентальних турнірах, де їхньою найкращою участю був Кубок чемпіонів КОНКАКАФ 1978 року, в якому вони програли у чвертьфіналі від суринамської команди «SV Voorwaarts».

## Досягнення
- Чемпіонат Джорджтауна (8): 1976, 1977, 1978, 1981, 1988–89, 1989, 1991, 1996
- Кубок мерів Гаяни (3): 2004–05, 2006–07, 2008–09
- Кубок Кашифа та Шанхаю (1): 2008–09
- Sweet 16 Knockout Tournament (1): 2004
- Кубок NaMilCo (1): 2006
- Бразильський кубок виклику (1): 1973